# Al Libro Mayor (San Luis Potosí)
Al Libro Mayor está ubicado cerca de la Plaza de Armas de la ciudad de San Luis Potosí, San Luis Potosí, México. El inmueble es catalogado como monumento histórico por el Instituto Nacional de Antropología e Historia (INAH) para su preservación.

## Historia
Al Libro Mayor fue fundado por Charles Danne en medio de una ola de personas y empresas extranjeras. Danne junto a su esposa Ana María Emeteria Francisca Rivadeneira oficialmente establecieron su negocio en 1867. Originalmente era una papelería y librería, pero luego se dedicó a adquirir libros, cuadernos y libretas de todos tipos. El 21 de mayo de 1883 Danne falleció a los 62 años. Su esposa lo siguió poco tiempo después y el negocio se quedó en manos de Antonia, la hija que procrearon juntos. En 1891 Antonio vendió el negocio al suizo Juan Kaiser.
Los Kaiser demolieron la escalera monumental que databa de 1887 y también una arcada que era un elemento importante del edificio. Es considerado un monumento emblemático de San Luis Potosí del siglo XIX.
Juan llamó a su hermano Arnoldo para crear juntos un editorial de postales, ya convertido el negocio para 1901. Abrieron una sucursal en Guadalajara, Jalisco en la esquina del Paseo Alcalde con la Calle López Cotilla. El último propietario del negocio fue Guillermo Kaiser Schlitter, nieto de Arnoldo y sobrino nieto de Juan.